# Desastre de Bhopal
El desastre de Bhopal, ocurrido entre el 3 y el 9 de diciembre de 1984 en la región de Bhopal (Madhya Pradesh, India), se originó al producirse una fuga al aire libre de isocianato de metilo en una fábrica de plaguicidas propiedad de un 51 % de la compañía estadounidense  Union Carbide (parte de cuyos activos fueron posteriormente adquiridos por Dow Chemical) y del restante 49 %, del Gobierno de la India. Dejando más de 25 000 muertos y 500 000 heridos. Se considera uno de los peores desastres industriales del mundo. Más de 500.000 personas estuvieron expuestas al gas de isocianato de metilo (MIC). La sustancia altamente tóxica se abrió camino hacia los pequeños pueblos ubicados cerca de la planta y sus alrededores.
Las estimaciones varían sobre el número de muertos. La cifra oficial de muertos inmediatos fue de 2 259. En 2008, el Gobierno de Madhya Pradesh había pagado una indemnización a los familiares de 3 787 víctimas muertas en la liberación de gas y a los de 574 366 víctimas heridas. Una declaración jurada del gobierno en 2006 declaró que la fuga causó 558 125 lesiones, incluidas 38 478 lesiones parciales temporales y aproximadamente 3 900 lesiones graves y discapacitantes permanentes. Otros estiman que 8 000 murieron en dos semanas, y otros 8 000 o más han muerto desde entonces a causa de enfermedades relacionadas con los gases. La causa del desastre sigue siendo objeto de debate. El gobierno de la India y los activistas locales argumentan que la mala gestión y el mantenimiento diferido crearon una situación en la que el mantenimiento rutinario de las tuberías provocó un reflujo de agua en un tanque MIC, lo que provocó el desastre. Union Carbide Corporation (UCC) argumenta que el agua ingresó al tanque a través de un acto de sabotaje.
El propietario de la fábrica, UCIL, era propiedad mayoritaria de UCC, con bancos controlados por el gobierno indio y el público indio con una participación del 49,1 por ciento. En 1989, UCC pagó 470 millones de dólares (equivalente a 860 millones de dólares en 2019) para resolver el litigio derivado del desastre. En 1994, la UCC vendió su participación en UCIL a Eveready Industries La India Limited (EIIL), que posteriormente se fusionó con McLeod Russel (India) Ltd. Eveready terminó la limpieza del sitio en 1998, cuando terminó su contrato de arrendamiento de 99 años y entregó el control del sitio al gobierno del estado de Madhya Pradesh. Dow Chemical Company compró UCC en 2001, diecisiete años después del desastre.
Los casos civiles y penales presentados en los Estados Unidos contra la UCC y Warren Anderson, director ejecutivo de UCC en el momento del desastre, fueron desestimados y redirigidos a los tribunales indios en múltiples ocasiones entre 1986 y 2012, ya que los tribunales estadounidenses se centraron en que UCIL era una entidad independiente. de la India. También se presentaron casos civiles y penales en el Tribunal de Distrito de Bhopal, India, en los que participaron Anderson, director ejecutivo de UCC, UCIL y UCC. En junio de 2010, siete ciudadanos indios que eran empleados de UCIL en 1984, incluido el expresidente de UCIL, fueron declarados culpables en Bhopal de causar la muerte por negligencia y condenados a dos años de prisión y una multa de unos 2 000 dólares cada uno, el castigo máximo permitido por la ley india. Todos fueron puestos en libertad bajo fianza poco después del veredicto. Un octavo ex empleado también fue condenado, pero murió antes de que se dictara la sentencia.

## Investigaciones

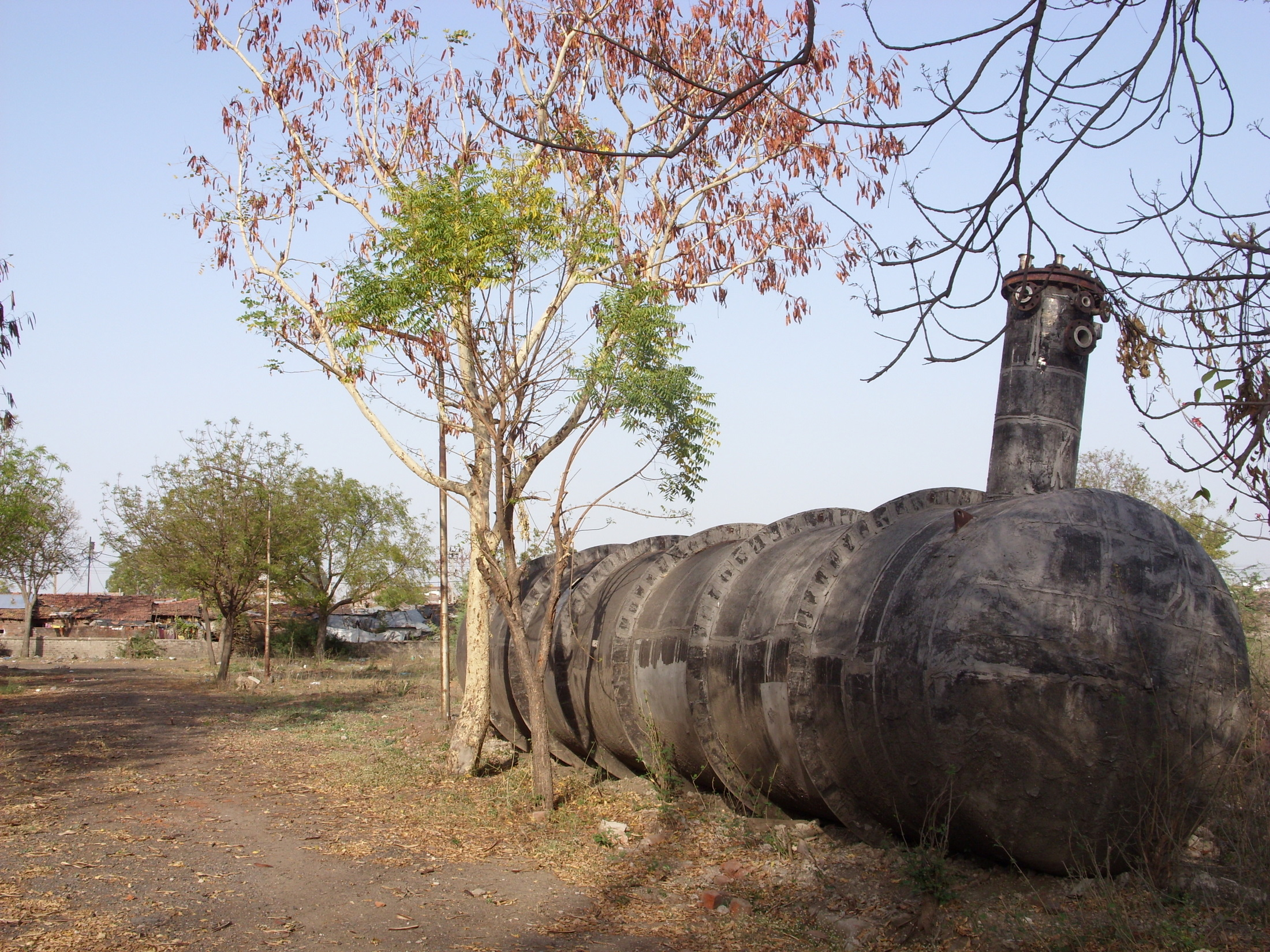
Tanque 610 en 2010. Durante la descontaminación de la planta, el tanque se retiró de sus cimientos y se apartó.

En el momento del accidente la instalación albergaba 3 tanques de MIC líquido, E-610, E-611 y E- 619, que por normas de seguridad ningún tanque debía llenarse más allá del 50% (30 toneladas) de MIC presurizado con gas Nitrógeno inerte. 
En octubre de 1984 el tanque E-610 que contenía 42 toneladas de MIC líquido perdió la capacidad de contener la presión del gas Nitrógeno lo que significaba que no se pudieron bombear las 42 toneladas de MIC líquido que contenía, los intentos de restablecer la presión del gas Nitrógeno resultaron infructuosos. Después de esta falla cesó la producción de MIC y partes de la planta se cerraron por mantenimiento entre ellas la torre de antorcha para reparar una tubería corroída. Con la torre de antorcha fuera de servicio se reanudó la producción de Carbaryl usando el MIC de los otros 2 tanques.
A principios de diciembre la mayoría de los sistemas de seguridad relacionados con MIC funcionaban mal y muchas válvulas y líneas estaban en malas condiciones además, varios lavadores de venteo y la caldera habían quedado fuera de servicio
Existen diferentes hipótesis que descienden de las investigaciones realizadas por la misma empresa. Una de ellas dice que el accidente se produjo al no tomarse las debidas precauciones durante las tareas de limpieza y mantenimiento de la planta, lo que hizo que el agua a presión utilizada, cristales de cloruro sódico, restos metálicos y otras impurezas que la misma arrastraba, entrasen en contacto con el gas almacenado, iniciando una reacción exotérmica que provocó la apertura por sobrepresión de las válvulas de seguridad del tanque 610 y con ello la liberación a la atmósfera del gas tóxico; con el agravante de que el sistema de refrigeración de los tanques y el catalizador de gases previo a la salida a la atmósfera, se habían desactivado por ahorro de costes.
La presión en el tanque E-610 inicialmente nominal a 14 kPa (2 psi) a las 10:30 p. m. alcanzó los 70 kPa (10 psi) a las 11:00 p. m.. Dos empleados senior asumieron que la lectura era un mal funcionamiento de los instrumentos.
A las 11:30 p. m. los trabajadores del área de MIC estaban sintiendo los efectos de una exposición menor al gas MIC y comenzaron a buscar una fuga. Una fue encontrada a las 11:45 p. m. y se informó al supervisor de MIC en ese momento, se tomó la decisión de solucionar el problema después de una pausa para el té a las 12:15 a. m. y mientras tanto se instruyó a los empleados del área de MIC para que continuaran buscando fugas, el problema fue discutido por los empleados del área de MIC durante el receso.
En los 5 minutos posteriores a la finalización de la pausa del te, la reacción en el tanque E-610 alcanzó un estado crítico a gran velocidad alarmante, los parámetros de temperatura y presión en el tanque estaban fuera de la escala marcando una temperatura de 25 °C (77 °F) y la presión se indicó en 280 kPa (40 psi), un empleado vio como se agrietaba una losa de cemento cuando la válvula de alivio de presión se abrió de golpe y la presión en el tanque continuó aumentando hasta 380 kPa (55 psi), esto se producía a pesar de haber comenzado la ventilación atmosférica del gas tóxico MIC que se podría haber evitado o al menos mitigado si los sistemas de seguridad de  MIC hubiesen funcionado. Aproximadamente 30 toneladas de MIC escaparon del tanque hacia la atmósfera en 45 a 60 minutos que aumentaron a 40 toneladas en 2 horas y fueron expulsados el dirección sudeste directamente hacia Bhopal.
A las 12:50 a. m., un empleado activó el sistema de alarma de la planta que consiste en 2 sirenas, una de aviso interno y otra al exterior, mientras los trabajadores de la planta evacuaban la fábrica viajando contra el viento.

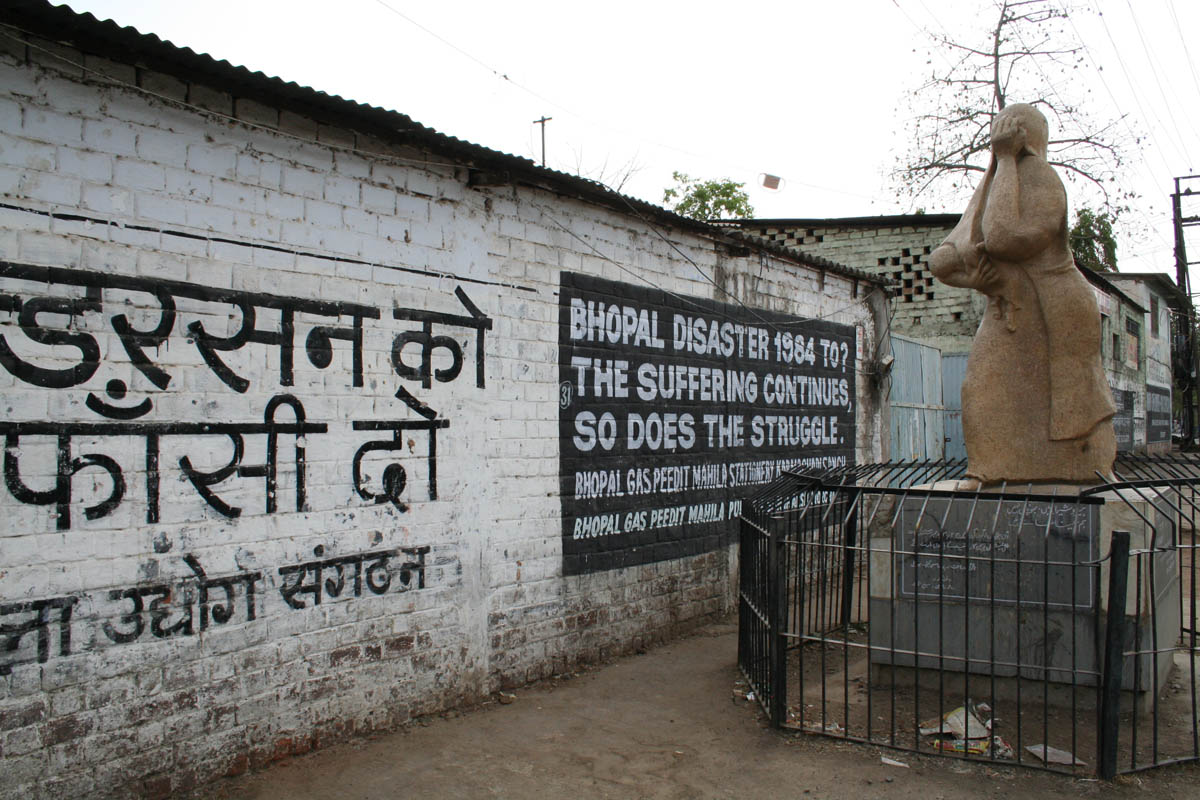
Monumento en memoria de las víctimas, y murales alusivos al desastre, cerca de la planta en Bhopal.

Al entrar en contacto con la atmósfera, el compuesto liberado comenzó a descomponerse en varios gases muy tóxicos (fosgeno, metilamina, sosa cáustica y especialmente ácido cianhídrico, también conocido como ácido prúsico o cianuro de hidrógeno) que formaron una nube letal que, al ser más densos los gases que la formaban que el aire atmosférico, recorrió a ras de suelo toda la ciudad. Miles de personas y seres vivos murieron de forma casi inmediata asfixiadas por la nube tóxica y otras muchas fallecieron en accidentes al intentar huir de ella durante la desesperada y caótica evacuación de la ciudad.
El Superintendente de policía de Bhopal fue informado por un inspector de la ciudad que los residentes del barrio de Chola a unos 2 kilómetros de la planta huían de una fuga de gas. Llamadas a la planta informaron de una posible fuga de Fosgeno aunque luego se informó que se trataba de MIC.

## Efectos

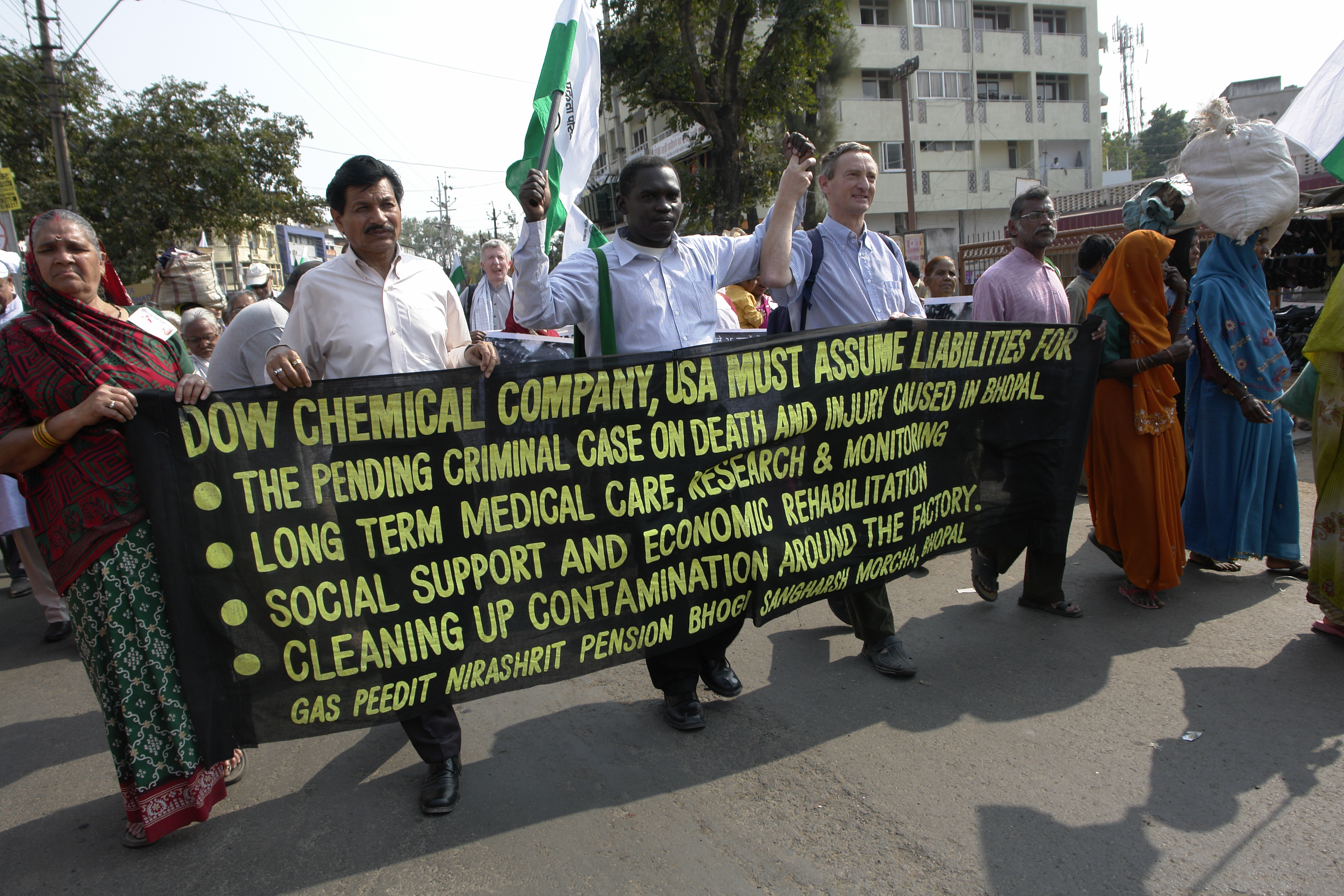
Protesta en demanda de indemnizaciones en 2010.

Se estima que entre 6000 y 8000 personas murieron en la primera semana tras el escape tóxico y al menos otras 12 000 fallecieron posteriormente como consecuencia directa de la catástrofe, que afectó a más de 600 000 personas, 150 000 de las cuales sufrieron graves secuelas. Además, perecieron también miles de cabezas de ganado y animales domésticos. Todo el entorno del lugar del accidente quedó seriamente contaminado por sustancias tóxicas y metales pesados que tardarán muchos años en desaparecer. La planta química fue abandonada tras el accidente. Union Carbide llegó a un acuerdo con el Estado indio y pagó 470 millones de dólares por los daños y perjuicios causados, los cuales fueron insuficientes porque el Estado asiático se quedó una parte y lo que quedaba apenas se ha podido utilizar para cubrir gastos médicos de unos pocos de los enfermos.

## Juicio
El 7 de junio de 2010, el tribunal indio que juzgaba este desastre condenó a ocho directivos de la empresa a dos años de prisión y a abonar 600 000 rupias (10 600 dólares / 8900 euros) a la delegación de la empresa en India.
En recuerdo de esta tragedia, se conmemora en todo el mundo cada 3 de diciembre el Día Mundial del No Uso de Plaguicidas.